# NGC 5361
NGC 5361 је спирална галаксија у сазвежђу Ловачки пси која се налази на NGC листи објеката дубоког неба.
Деклинација објекта је + 38° 26' 58" а ректасцензија 13h 54m 35,3s. Привидна величина (магнитуда) објекта NGC 5361 износи 13,9 а фотографска магнитуда 14,8. NGC 5361 је још познат и под ознакама MCG 7-29-15, CGCG 219-25, KUG 1352+386, IRAS 13524+3841, PGC 49441.